# Alessandro Fortis
Alessandro Fortis, född 16 september 1842 i Forlì, död 4 december 1909 i Rom, var en italiensk politiker och advokat.
Fortis valdes 1880 att representera Forlì i deputeradekammaren, där han snart blev en av yttersta vänsterns främsta gruppledare. Han blev 1887 inrikes understatssekreterare i Agostino Depretis ministär och bibehöll samma ämbete under Francesco Crispi intill juni 1890, då han avgick, missnöjd med Crispis alltmer antiradikala politik. Under perioden juni 1898 till maj 1899 var han jordbruks- och handelsminister i kabinettet Luigi Pelloux. 
Då Giovanni Giolitti i mars 1905 av hälsoskäl avgått som konseljpresident och Tommaso Tittoni därefter ej kunde hålla samman ministären, kallades Fortis att bilda en ny och tillträdde den 28 mars sitt ämbete som konseljpresident och inrikesminister i en moderat ministär av ungefär samma färg som Giolittis. Efter att ha undertryckt en järnvägsstrejk genomdrev han i april järnvägsförstatligandet, men hans kabinett fick sin ställning försvagad redan under förhandlingarna i juli om denna transaktions finansiella genomförande, och den rubbades ytterligare genom allmänhetens klagomål över bristfälligheter i nödhjälpsarbetet efter jordbävningen i Kalabrien samt den ekonomiska intressemotsats mellan norra och södra Italien, som kom till utbrott under förhandlingarna om ett provisoriskt handelsfördrag med Spanien. Fortis måste vika för de syditalienska vinodlarnas protester, offra handelsavtalet med Spanien och (24 december) rekonstruera sin ministär, varvid han jämte inrikes- övertog även jordbruksportföljen. Den rekonstruerade ministären ansågs av radikalerna vara alltför högersinnad, utan att den å andra sidan kunde vinna stöd av högerledarna Sidney Sonnino och Antonio di Rudinì, varför Fortis, som förgäves försökt erhålla ett förtroendevotum av kammaren, den 8 februari 1906 lämnade plats för ministären Sonnino.